# Rosi Rinne
Rosi Rinne (16 de enero de 1896 – 27 de diciembre de 1964) fue una actriz finlandesa. Desarrolló su carrera teatral principalmente en el Teatro Helsingin Kansanteatteri, en Helsinki, en las décadas de 1910 a 1930, siendo sobre todo conocida por las obras Sylvi y El pato silvestre. Como actriz cinematográfica de reparto, trabajó en filmes como Herra Lahtinen lähtee lipettiin y Eulalia-täti.

## Biografía
Su verdadero nombre era Rosi Elisabet Helminen, y nació en Tampere, Finlandia, siendo sus padres Edvard Helminen y Ida Emilia Tirkkonen. Rinne estudió siete años en la escuela mixta Terijoki, y en las décadas de 1920 y 1930 hizo viajes de estudios por Europa central. Ingresó en el Teatro Helsingin Kansanteatteri en 1916 en calidad de pasante, siendo actriz fija del mismo entre 1917 y 1924. Desde 1924 a 1926 actuó en el Kaupunginteatteri de Víborg, volviendo al primer teatro entre 1926 y 1938. Posteriormente, Rinne trabajó como actriz independiente.
Entre las obras en las cuales trabajó figuran Pääsiäinen, El pato silvestre e Intriga y amor. Fue primera actriz en Sylvi y en Suklaaprinsessa. Otras piezas fueron la comedia Pitkäjärveläiset y la obra de León Tolstói Resurrección.
Además de actriz teatral, Rosi Rinne actuó en más de 30 películas rodadas entre los años 1936 y 1961. De entre sus papeles, destacan los de Salminen en la comedia Herra Lahtinen lähtee lipettiin, la madre de Anu en Anu ja Mikko (1940), y la señora Huhkinen en la comedia musical Eulalia-täti (1940). Fue la señora Pontus en la comedia protagonizada por Helena Kara Kyökin puolella (1940). En otra comedia, Tukkijoella (1951), fue Tolvas-Liisa. Otras cintas fueron la dirigida por Edvin Laine Niskavuoren Aarnessa (1954), y la comedia Skandaali tyttökoulussa (1960).
Rosi Rinne falleció en el año 1964. Había estado casada con Joel Rinne entre 1923 y 1932.

## Filmografía (selección)
- 1936 : Vaimoke
- 1937 : Asessorin naishuolet
- 1938 : Tulitikkuja lainaamassa
- 1939 : Hätävara
- 1939 : Avoveteen
- 1939 : Herra Lahtinen lähtee lipettiin
- 1939 : Pikku pelimanni
- 1940 : Kyökin puolella
- 1940 : Anu ja Mikko
- 1940 : Eulalia-täti
- 1942 : Synnin puumerkki
- 1951 : Tukkijoella
- 1954 : Niskavuoren Aarne
- 1954 : Opri
- 1958 : Asessorin naishuolet
- 1960 : Skandaali tyttökoulussa
- 1961 : Kultainen vasikka